# Kairouan
Kairouan er en by i Tunesien. Byen blev grundlagt i 671 af den arabiske hærfører Uqba ibn Nafi og er en betydningsfuld by i islamisk historie og kultur, især inden for maghrebinsk (nordafrikansk) islam.
Medina og den gamle bydel, et areal på 86 hektar, med en bufferzone på 154,36 ha, blev i 1988 optaget på  Unescos verdensarvsliste ud fra kiterierne  i, ii, iii, v, vi.
Byen blev grundlagt af Umayyade-kalifatet omkring 670, i perioden under Kalif Muawiya 1. (regerede 661–680). Det var da et vigtigt center for sunni islamisk lærdom og Koranlæring, og tiltrak muslimer fra forskellige dele af verden.